# 座地猪屎豆
座地猪屎豆（学名：Crotalaria nana var. patula）为豆科猪屎豆属下的一个变种。

## 扩展阅读
- 維基物種上的相關：座地猪屎豆